# Devil's Night
Devils's Night är Detroit hip-hop-gruppen D12:s debutalbum släpptes 19 juni 2001. Titeln kommer från Devil's Night-traditionen, som var extra stökig i och runt Detroit under 70-90-talet, det vill säga natten före Halloween.
Albumets producent var Eminem, och det gavs ut två singlar: "Purple Pills" och "Fight Music". På albumet fanns det även en hidden track av Eminem som hette "Girls", som var en diss-sång mot Limp Bizkit, DJ Lethal och Everlast. 
Devil's Night var även det första album som släpptes med Eminems Shady Records märke, även om märket hade varit aktivt sedan 1999.  Albumet debuterade på förstaplatsen på Billboard 200 med ca 372 000 kopior sålda första veckan efter releasen.

## Låtlista
1. Another Public Service Announcement
2. Shit Can Happen
3. Pistol Pistol
4. Bizzare
5. Nasty Band
6. Ain't Nuttin' But Music
7. American Psycho
8. That's How
9. That's How...
10. Purple Pills
11. Fight Music
12. Instigator
13. Pimp Like Me
14. Blow My Buzz
15. Obie Trice
16. Devil's Night
17. Steve Berman
18. Revelation